# Julia Hütter

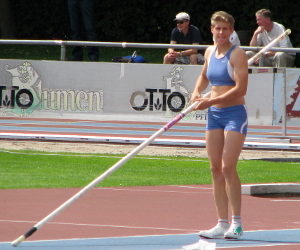
Julia Hütter beim DLV-WM-Testwettkampf 2011 in Mannheim

Julia Hütter (* 26. Juli 1983 in Neuwied) ist eine deutsche ehemalige Stabhochspringerin.

## Leben
Hütter startete für das LAZ Bruchköbel, bis sie 2011 zur LG Eintracht Frankfurt wechselte. Sie machte erstmals im Jahr 2000 auf sich aufmerksam, als sie Deutsche B-Jugend-Meisterin wurde. Bei der Sommer-Universiade 2005 in Izmir wurde sie Studentenweltmeisterin.
In der Halle wurde sie 2007 erstmals Deutsche Meisterin und bei den Halleneuropameisterschaften kurz darauf Sechste. In der Freiluftsaison wurde sie Zweite bei den Deutschen Meisterschaften. Sie konnte sich für die Weltmeisterschaften 2007 in Osaka qualifizieren, wo sie aber das Finale verpasste.
In Sindelfingen verteidigte Hütter 2008 ihren Deutschen Meistertitel in der Halle. Bei den Hallenweltmeisterschaften in Valencia erreichte sie Platz zehn.
Im Juni 2008 verletzte sie sich bei der Leichtathletik-Gala in Regensburg schwer, als sie beim Versuch die Latte zu überqueren aus 4,50 m Höhe ungeschützt in den Einstichkasten fiel. Dabei zog sich Hütter einen Kreuzbandriss im linken Knie sowie eine Knochenabsplitterung im rechten Sprunggelenk zu, was dazu führte, dass sie die Olympischen Spiele in Peking verpasste.
Im Mai 2013 beendete Hütter ihre sportliche Karriere.
Hütter ist Hauptkommissarin bei der Hessischen Polizei.

## Persönliche Bestleistungen
- Stabhochsprung: 4,57 Meter, 10. August 2007 in Leverkusen
  - Halle: 4,60 Meter, 24. Februar 2008 in Sindelfingen